# Israel Vainsencher
Israel Vainsencher (Recife, 20 de fevereiro de 1948) é um matemático brasileiro. É membro da Academia Brasileira de Ciências.

## Biografia
Israel Vainsencher nasceu na cidade do Recife, capital do estado brasileiro de Pernambuco, em 20 de fevereiro de 1948, filho da pernambucana Clara Kosminsky com o romeno Ghers Vainsencher.
Bacharelou-se em matemática pela Pontifícia Universidade Católica do Rio de Janeiro (1970). Fez mestrado em matemática pela mesma universidade, concluindo-o em 1971 e doutorou-se em matemática pelo Massachusetts Institute of Technology, em 1976. Fez pós-doutorado no Institute des Hautes Études Scientifiques e École Polytechnique (1982-1983), além de outro pós-doutorado no Mathematical Sciences Research Institute (1992-1993). Atualmente é professor titular da Universidade Federal de Minas Gerais e bolsista de produtividade em pesquisa do CNPq - Nível 1A.
Seus tópicos de interesse são teoria de interseção, geometria enumerativa e folheações holomorfas.
Em agosto de 2002, foi condecorado com a comenda da Ordem Nacional do Mérito Científico.

## Trabalhos publicados
- VAINSENCHER, I. 1981 . Counting divisors with prescribed singularities. Trans. AMS. vol. 267 , p. 399 - 422[1]
- VAINSENCHER, I. 1991 . Elliptic quartic curves in a generic 5ic threefold. AMS Contemporary Math. Proc. Zeuthen. vol. 123 , p. 247 - 257[1]
- AVRITZER, D. and VAINSENCHER, I. 1991 . Compactifying the space of elliptic 4 ic 3-fold. AMS Cont. Math. vol. 123 , p. 247 - 257[1]
- VAINSENCHER, I. 1995 . Enumeration of n-fold tangent hyperplanes to a surface. Journal of Algebraic Geometry. vol. 3 , p. 503 - 526[1]
- VAINSENCHER, I. 1996 . Flatness of families induced by hypersurfaces on flag varieties. Boletim da Sociedade Brasileira de Matemática. vol. 27 , p. 217 - 232[1]
- VAINSENCHER, I. , CORAY, D. and MANOIL, C. 1997 . Nonminimal rational curves on K3 surfaces. L'Enseignement Mathématique. vol. 43 , p. 299 - 317 [1]